# 7955 Ogiwara
7955 Ogiwara eller 1993 WE är en asteroid i huvudbältet som upptäcktes den 18 november 1993 av den japanska astronomen Takeshi Urata vid Nihondaira-observatoriet. Den är uppkallad efter den japanske amatörastronomen Tetsuo Ogiwara.
Asteroiden har en diameter på ungefär 6 kilometer.